# Stagioni dei Tennessee Titans
Questa è la lista delle stagioni sportive dei Tennessee Titans nella National Football League che documenta i risultati stagione per stagione dal 1960 ad oggi, compresi i risultati nei play-off.

## Risultati stagione per stagione
| Cronistoria dei Tennessee Titans | Cronistoria dei Tennessee Titans | Cronistoria dei Tennessee Titans | Cronistoria dei Tennessee Titans | Cronistoria dei Tennessee Titans | Cronistoria dei Tennessee Titans | Cronistoria dei Tennessee Titans | Cronistoria dei Tennessee Titans | Cronistoria dei Tennessee Titans | Cronistoria dei Tennessee Titans | Cronistoria dei Tennessee Titans |                              |
| Stagione di lega                 | Stagione di squadra              | Lega                             | Conference                       | Division                         | Stagione regolare                | Stagione regolare                | Stagione regolare                | Stagione regolare                | Play-off | Premi individuali |                              |
| Stagione di lega                 | Stagione di squadra              | Lega                             | Conference                       | Division                         | Pos.                             | V                                | S                                | P                                | Play-off | Premi individuali |                              |
| -------------------------------- | -------------------------------- | -------------------------------- | -------------------------------- | -------------------------------- | -------------------------------- | -------------------------------- | -------------------------------- | -------------------------------- | --- | --- | ---------------------------- |
| 1960                             | 1960                             | AFL                              |                                  | Eastern                          | 1                                | 10                               | 4                                | 0                                | V AFL Championship contro i San Diego Chargers (24-16) | Inseriti nella AFL Eastern come Houston Oilers. |                              |
| 1961                             | 1961                             | AFL                              |                                  | Eastern                          | 1                                | 10                               | 3                                | 1                                | V AFL Championship contro i San Diego Chargers (10-3) | |                              |
| 1962                             | 1962                             | AFL                              |                                  | Eastern                          | 1                                | 11                               | 3                                | 0                                | S AFL Championship contro i Dallas Texans (17-20 all'overtime) | |                              |
| 1963                             | 1963                             | AFL                              |                                  | Eastern                          | 3                                | 6                                | 8                                | 0                                | non disputati | |                              |
| 1964                             | 1964                             | AFL                              |                                  | Eastern                          | 4                                | 4                                | 10                               | 0                                | non disputati | |                              |
| 1965                             | 1965                             | AFL                              |                                  | Eastern                          | 4                                | 4                                | 10                               | 0                                | non disputati | |                              |
| 1966                             | 1966                             | AFL                              |                                  | Eastern                          | 4                                | 3                                | 11                               | 0                                | non disputati | Viene giocato il 1º Super Bowl. |                              |
| 1967                             | 1967                             | AFL                              |                                  | Eastern                          | 1                                | 9                                | 4                                | 1                                | S AFL Championship contro gli Oakland Raiders (7-40) | |                              |
| 1968                             | 1968                             | AFL                              |                                  | Eastern                          | 2                                | 7                                | 7                                | 0                                | non disputati | |                              |
| 1969                             | 1969                             | AFL                              |                                  | Eastern                          | 2                                | 6                                | 6                                | 2                                | S Divisional play-off contro gli Oakland Raiders (7-56) | |                              |
| 1970                             | 1970                             | NFL                              | AFC                              | Central                          | 4                                | 3                                | 10                               | 1                                | non disputati | Inseriti nella AFC Central a seguito della fusione tra AFL e NFL. |                              |
| 1971                             | 1971                             | NFL                              | AFC                              | Central                          | 3                                | 4                                | 9                                | 1                                | non disputati | |                              |
| 1972                             | 1972                             | NFL                              | AFC                              | Central                          | 4                                | 1                                | 13                               | 0                                | non disputati | |                              |
| 1973                             | 1973                             | NFL                              | AFC                              | Central                          | 4                                | 1                                | 13                               | 0                                | non disputati | |                              |
| 1974                             | 1974                             | NFL                              | AFC                              | Central                          | 2                                | 7                                | 7                                | 0                                | non disputati | |                              |
| 1975                             | 1975                             | NFL                              | AFC                              | Central                          | 3                                | 10                               | 4                                | 0                                | non disputati | |                              |
| 1976                             | 1976                             | NFL                              | AFC                              | Central                          | 4                                | 5                                | 9                                | 0                                | non disputati | |                              |
| 1977                             | 1977                             | NFL                              | AFC                              | Central                          | 3                                | 8                                | 6                                | 0                                | non disputati | |                              |
| 1978                             | 1978                             | NFL                              | AFC                              | Central                          | 2                                | 10                               | 6                                | 0                                | V Wild Card Game contro i Miami Dolphins (17-9) V Divisional play-off contro i New England Patriots (31-14) S AFC Championship contro i Pittsburgh Steelers (5-34)                                                     | Da questa stagione le partite della stagione regolare diventano 16. Earl Campbell viene premiato come giocatore offensivo dell'anno.                                                                                           |                              |
| 1979                             | 1979                             | NFL                              | AFC                              | Central                          | 2                                | 11                               | 5                                | 0                                | V Wild Card Game contro i Denver Broncos (13-7) V Divisional play-off contro i San Diego Chargers (17-14) S AFC Championship contro i Pittsburgh Steelers (13-27)                                                      | Earl Campbell viene premiato come MVP della NFL e come giocatore offensivo dell'anno. |                              |
| 1980                             | 1980                             | NFL                              | AFC                              | Central                          | 2                                | 11                               | 5                                | 0                                | S Wild Card Game contro gli Oakland Raiders (7-27) | Earl Campbell viene premiato come giocatore offensivo dell'anno. |                              |
| 1981                             | 1981                             | NFL                              | AFC                              | Central                          | 3                                | 7                                | 9                                | 0                                | non disputati | |                              |
| 1982                             | 1982                             | NFL                              | AFC                              | --                               | 13                               | 1                                | 8                                | 0                                | non disputati | In questa stagione a causa di uno sciopero vennero giocate solamente 9 partite e non vi furono classifiche di Division. |                              |
| 1983                             | 1983                             | NFL                              | AFC                              | Central                          | 4                                | 2                                | 14                               | 0                                | non disputati | |                              |
| 1984                             | 1984                             | NFL                              | AFC                              | Central                          | 4                                | 3                                | 13                               | 0                                | non disputati | |                              |
| 1985                             | 1985                             | NFL                              | AFC                              | Central                          | 4                                | 5                                | 11                               | 0                                | non disputati | |                              |
| 1986                             | 1986                             | NFL                              | AFC                              | Central                          | 4                                | 5                                | 11                               | 0                                | non disputati | |                              |
| 1987                             | 1987                             | NFL                              | AFC                              | Central                          | 2                                | 9                                | 6                                | 0                                | V Wild Card Game contro i Seattle Seahawks (23-20 all'overtime) S Divisional play-off contro i Denver Broncos (10-34)                                                                                                  | In questa stagione a causa di uno sciopero hanno giocato una partita in meno. |                              |
| 1988                             | 1988                             | NFL                              | AFC                              | Central                          | 3                                | 10                               | 6                                | 0                                | V Wild Card Game contro i Cleveland Browns (24-23) S Divisional play-off contro i Buffalo Bills (10-17) | |                              |
| 1989                             | 1989                             | NFL                              | AFC                              | Central                          | 2                                | 9                                | 7                                | 0                                | S Wild Card Game contro i Pittsburgh Steelers (23-26 all'overtime) | |                              |
| 1990                             | 1990                             | NFL                              | AFC                              | Central                          | 2                                | 9                                | 7                                | 0                                | S Wild Card Game contro i Cincinnati Bengals (14-41) | Warren Moon viene premiato come giocatore offensivo dell'anno. |                              |
| 1991                             | 1991                             | NFL                              | AFC                              | Central                          | 1                                | 11                               | 5                                | 0                                | V Wild Card Game contro i New York Jets (17-10) S Divisional play-off contro i Denver Broncos (24-26) | |                              |
| 1992                             | 1992                             | NFL                              | AFC                              | Central                          | 2                                | 10                               | 6                                | 0                                | S Wild Card Game contro i Buffalo Bills (38-41 all'overtime) | |                              |
| 1993                             | 1993                             | NFL                              | AFC                              | Central                          | 1                                | 12                               | 4                                | 0                                | S Divisional play-off contro i Kansas City Chiefs (20-28) | |                              |
| 1994                             | 1994                             | NFL                              | AFC                              | Central                          | 4                                | 2                                | 14                               | 0                                | non disputati | |                              |
| 1995                             | 1995                             | NFL                              | AFC                              | Central                          | 3                                | 7                                | 9                                | 0                                | non disputati | |                              |
| 1996                             | 1996                             | NFL                              | AFC                              | Central                          | 4                                | 8                                | 8                                | 0                                | non disputati | |                              |
| 1997                             | 1997                             | NFL                              | AFC                              | Central                          | 3                                | 8                                | 8                                | 0                                | non disputati | Diventano Tennessee Oilers. |                              |
| 1998                             | 1998                             | NFL                              | AFC                              | Central                          | 2                                | 8                                | 8                                | 0                                | non disputati | |                              |
| 1999                             | 1999                             | NFL                              | AFC                              | Central                          | 2                                | 13                               | 3                                | 0                                | V Wild Card Game contro i Buffalo Bills (22-16) V Divisional play-off contro gli Indianapolis Colts (19-16) V AFC Championship contro i Jacksonville Jaguars (33-14) S Super Bowl XXXIV contro i St. Louis Rams(16-23) | Diventano Tennessee Titans. |                              |
| 2000                             | 2000                             | NFL                              | AFC                              | Central                          | 1                                | 13                               | 3                                | 0                                | S Divisional play-off contro i Baltimore Ravens (10-24) | |                              |
| 2001                             | 2001                             | NFL                              | AFC                              | Central                          | 4                                | 7                                | 9                                | 0                                | non disputati | |                              |
| 2002                             | 2002                             | NFL                              | AFC                              | South                            | 1                                | 11                               | 5d                               | 0                                | V Divisional play-off contro i Pittsburgh Steelers (34-31 all'overtime) S AFC Championship contro gli Oakland Raiders (24-41)                                                                                          | Inseriti nella AFC South. |                              |
| 2003                             | 2003                             | NFL                              | AFC                              | South                            | 2                                | 12                               | 4                                | 0                                | V Wild Card Game contro i Baltimore Ravens (20-17) S Divisional play-off contro i New England Patriots (14-17) | Steve McNair viene premiato come MVP della NFL. |                              |
| 2004                             | 2004                             | NFL                              | AFC                              | South                            | 4                                | 5                                | 11                               | 0                                | non disputati | |                              |
| 2005                             | 2005                             | NFL                              | AFC                              | South                            | 3                                | 4                                | 12                               | 0                                | non disputati | |                              |
| 2006                             | 2006                             | NFL                              | AFC                              | South                            | 2                                | 8                                | 8                                | 0                                | non disputati | |                              |
| 2007                             | 2007                             | NFL                              | AFC                              | South                            | 3                                | 10                               | 6                                | 0                                | S Wild Card Game contro i San Diego Chargers (6-17) | |                              |
| 2008                             | 2008                             | NFL                              | AFC                              | South                            | 1                                | 13                               | 3                                | 0                                | S Divisional play-off contro i Baltimore Ravens (10-13) | |                              |
| 2009                             | 2009                             | NFL                              | AFC                              | South                            | 3                                | 8                                | 8                                | 0                                | non disputati | Chris Johnson diventa il sesto giocatore della storia a correre 2.000 yard in una stagione e stabilisce un record NFL con 2.509 yard guadagnate dalla linea di scrimmage, venendo premiato come giocatore offensivo dell'anno. |                              |
| 2010                             | 2010                             | NFL                              | AFC                              | South                            | 4                                | 6                                | 10                               | 0                                | non disputati | |                              |
| 2011                             | 2011                             | NFL                              | AFC                              | South                            | 2                                | 9                                | 7                                | 0                                | non disputati | |                              |
| 2012                             | 2012                             | NFL                              | AFC                              | South                            | 3                                | 6                                | 10                               | 0                                | non disputati | |                              |
| 2013                             | 2013                             | NFL                              | AFC                              | South                            | 2                                | 7                                | 9                                | 0                                | non disputati | |                              |
| 2014                             | 2014                             | NFL                              | AFC                              | South                            | 4                                | 2                                | 14                               | 0                                | non disputati | |                              |
| 2015                             | 2015                             | NFL                              | AFC                              | South                            | 4                                | 3                                | 13                               | 0                                | non disputati | |                              |
| 2016                             | 2016                             | NFL                              | AFC                              | South                            | 2                                | 9                                | 7                                | 0                                | non disputati | |                              |
| 2017                             | 2017                             | NFL                              | AFC                              | Central                          | 2                                | 9                                | 7                                | 0                                | V Wild Card Game contro i New England Patriots (22-21) S Divisional play-off contro gli Indianapolis Colts (35-14) | |                              |
| Totale                           | Totale                           | Totale                           | Totale                           | Totale                           | Totale                           | 422                              | 456                              | 6                                | Record di stagione regolare | Record di stagione regolare | Record di stagione regolare  |
| Totale                           | Totale                           | Totale                           | Totale                           | Totale                           | Totale                           | 15                               | 20                               |                                  | Record dei play-off | Record dei play-off | Record dei play-off          |
| Totale                           | Totale                           | Totale                           | Totale                           | Totale                           | Totale                           | 437                              | 476                              | 6                                | Stagione regolare e play-off | Stagione regolare e play-off | Stagione regolare e play-off |

Legenda
- Vittoria nel Super Bowl (dal 1966)
- Vittoria nella lega (1920-1969)
- Vittoria nella Conference

- Vittoria nella Division
- Qualificazione al Wild Card Game (dal 1978)
- V = Vittorie

- S = Sconfitte
- P = Pareggi
- T = Posizione a pari merito